# Neoclinus blanchardi
Neoclinus blanchardi är en fisk som har en stor mun och ett aggressivt territoriellt beteende. När två fiskar av arten har en territoriell strid, då brottas de genom att trycka sina utvidgade munnar mot varandras, som om de pussades. Detta gör att de kan bestämma vem av de två som är störst, och därigenom etablera en dominans.
De kan bli uppemot 30 cm breda och är nästan fjällösa med stora bröstfenor och reducerade bukfenor. När de inre organen komprimeras kan vissa individer vara så långsträckt att de liknar en ål. De brukar gömma sig inuti snäckor eller klyftor. När honan har ynglat under en sten eller hålor vaktar hanen äggen.
Fisken finns i Stilla havet, längs Nordamerikas kust, från San Francisco i Kalifornien, till centrala Baja California och den finns på djup mellan 3 och 73 meter.

### Webbkällor
- "Neoclinus blanchardi". Integrated Taxonomic Information System (ITIS). Hämtat 25 februari 2010.